# الحبيل (القبيطة)

تعديل مصدري - تعديل

الحبيل هي إحدى قرى عزلة الهجر هدلان بمديرية القبيطة التابعة لمحافظة لحج، بلغ تعداد سكانها 837 نسمة حسب تعداد اليمن لعام 2004.